# Kup europskih prvaka u rukometu 1984./85.
Ovo je 25. izdanje Kupa europskih prvaka u rukometu. Sudjelovalo je 26 momčadi. Nakon dva kruga izbacivanja igrale su se četvrtzavršnica, poluzavršnica i završnica. Hrvatska nije u ovoj sezoni imala svog predstavnika.

## Turnir

### Poluzavršnica
- Metaloplastika Šabac -  FH Hafnarfjördur 32:17, 30:21
- Atlético Madrid -  Dukla Prag 16:14, 17:18

### Završnica
- Metaloplastika Šabac -  Atlético Madrid 19:12, 30:20

- europski prvak:  Metaloplastika Šabac (prvi naslov)

## Vanjske poveznice
- Opširnije